# Benvenuto Cellini
Benvenuto Cellini (Florença, 3 de novembro de 1500 – Florença, 13 de fevereiro de 1571), foi um artista da Renascença, escultor, ourives e escritor italiano.

## Vida
Benvenuto nasceu em Florença, onde sua família teve propriedades rurais por três gerações. Seu pai, Giovanni Cellini, construía e tocava instrumentos musicais. Sua mãe era Maria Lisabetta Granacci. Era o segundo filho. Seu pai desejava que ele o ajudasse a fabricar instrumentos musicais, embora tivesse uma inclinação para trabalhar metais. Mas concordou que aos quinze anos ele fosse aprender a profissão de ourives com Antonio di Sandro, chamado Marcone. Durante sua juventude, teve problemas com estripulias juvenis, sendo banido por seis meses para Siena, onde trabalhou com Francesco Castoro, chamado Fracastoro, ourives. Então mudou-se para Bolonha, onde fez progressos como ourives e começou a tocar flauta. Depois de visitar Pisa e voltar por duas vezes a Florença, foi para Roma, com dezenove anos.
Atraiu a atenção para si com alguns trabalhos para o bispo de Salamanca, que o introduziu favoravelmente perante o Papa Clemente VII. É dessa época um de seus mais celebrados trabalhos, o medalhão Leda e o Cisne (hoje em Viena), com o torso e a cabeça de Leda executados em pedra. O papa o contratou como flautista.

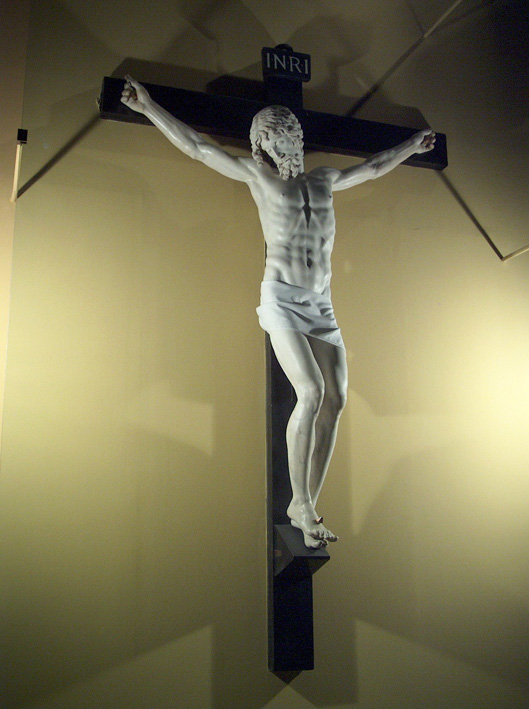
O Cristo do Escorial

No ataque sobre Roma por Constable de Bourbon, que ocorreu logo a seguir, Cellini pegou em armas para defender o papado. Por suas próprias palavras, ele foi a mão que feriu o inimigo. Sua fama pavimentou sua reconciliação com os magistrados de Florença e ele pode voltar a visitar sua cidade natal, onde trabalhou em várias medalhas, as mais famosas Hércules e o leão de Neméia, e Atlas suportando o globo, mais tarde acabaram com Francisco I da França. Depois de uma passagem por Mântua, volta a Roma, trabalhando em jóias e medalhas. Retomando seu lado belicoso, mata o assassino de seu irmão, em 1529, tendo fugido para Nápoles. Pela influencia de vários notáveis, obtém o perdão e com a elevação do Papa Paulo III, é reinstalado em seu cargo, não obstante o homicídio de um ourives, mais por acidente que por malicia, que comete nesse intervalo de tempo. Amigo de Pierluigi Farnese, filho natural do papa, consegue escapar a seus captores, no entanto acaba passando um tempo preso no Castelo de Sant’Angelo sob a acusação de trocar as gemas da tiara papal. A convite de Francisco I trabalha em Fontainebleau e Paris, mas se envolve em intrigas da corte e acaba retornando em 1545 para Florença, onde se ocupa de diversas obras e da rivalidade com o também escultor Baccio Bandinelli, que acaba o acusando publicamente de sodomia. Se envolve nas obras de fortificação de sua cidade durante a guerra com Siena, e também por suas belas obras de arte, acaba tendo seu valor reconhecido pelos duques e ganha a admiração de seus compatriotas. Cellini morre em Florença em 1571 e foi enterrado na igreja de N. Senhora as Anunciação com grande pompa.

## Os melhores trabalhos

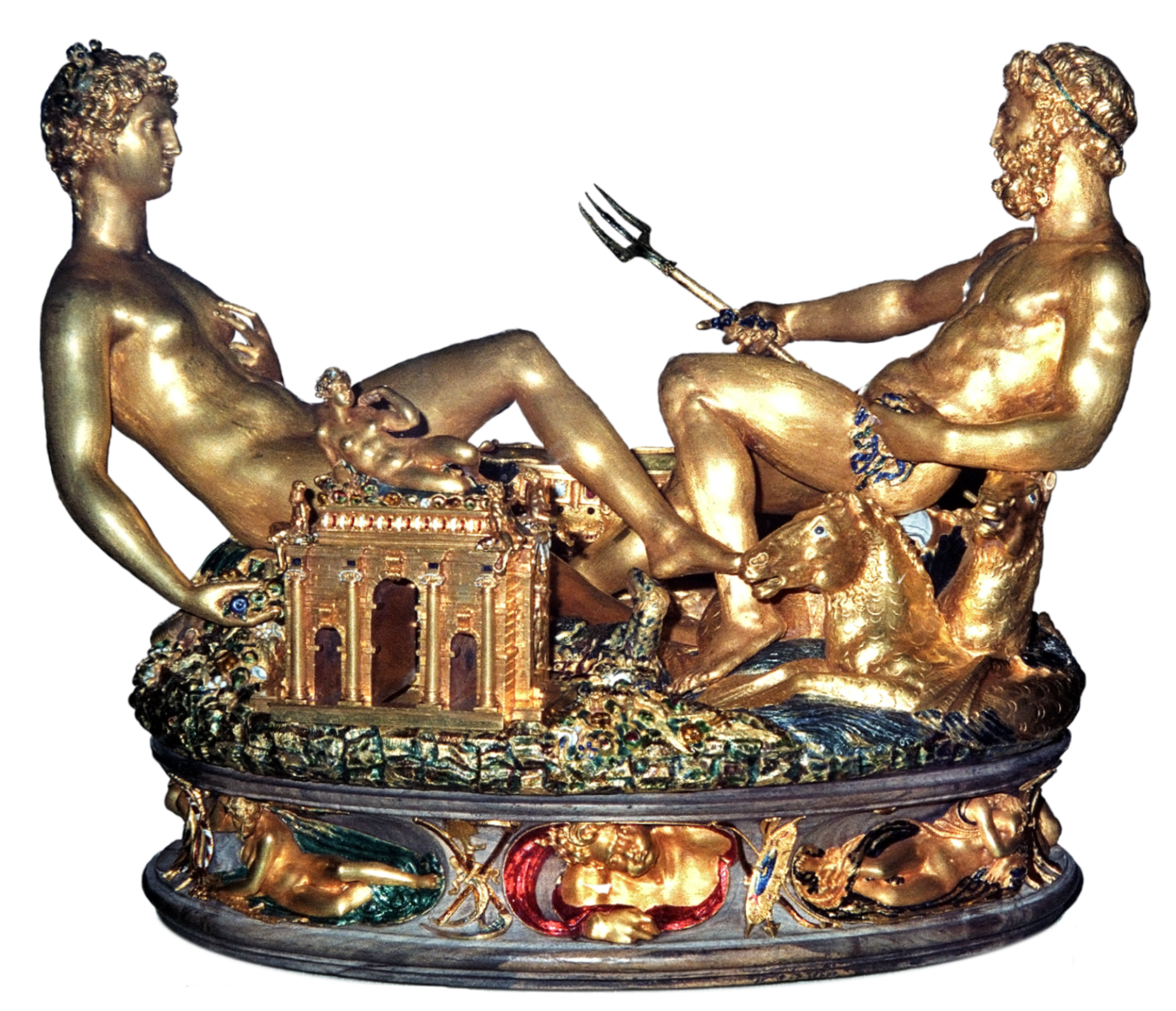
Saleiro, representando Netuno e Anfitrite

A mais reverenciada escultura de Cellini é o grupo em bronze de Perseu segurando a cabeça da Medusa, encomenda do duque Cosmo I de Médici e hoje exposto, após recente restauração,  na Loggia dei Lanzi, em frente à Galleria degli Uffizi, em Florença, sem duvida um dos maiores monumentos da Renascença. Outra obra importante é um crucifixo em tamanho natural, de mármore, hoje no Escorial, perto de Madri, feito para seu próprio tumulo, mas depois vendido aos Médici, que o mandaram à Espanha. Um botão de ouro para a capa do Papa Clemente VII aparece numa relação de objetos entregues pelo Papa Pio VI a Napoleão em 1797, como indenização pelas campanhas militares do corso. Um saleiro em ouro representando Netuno e Anfitrite, atualmente em Viena, inúmeras medalhas e moedas, cálices, jóias, muitas desaparecidas, demonstravam a maestria de Benvenuto Cellini com os metais preciosos.

## Escritor

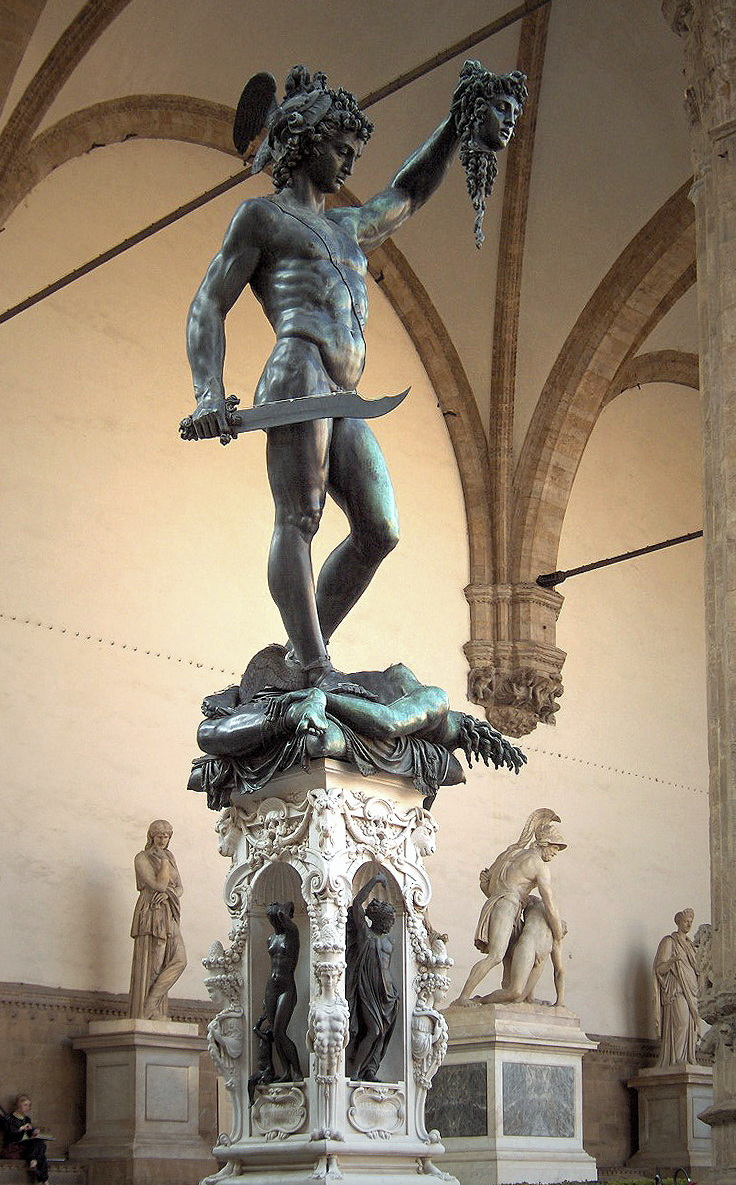
Perseu com a cabeça de Medusa, em Florença

Cellini começou a escrever, em Florença, no ano de 1558, um livro de memórias autobiográficas. Mostrando suas paixões, deleites, sua arte, bem como auto-elogios e extravagância, criou um dos mais singulares e fascinantes livros jamais escrito, com passagens verídicas e outras fantasiosas, crimes e anjos, demônios, na certamente é a mais importante autobiografia da Renascença.
Foi também assunto de um livro de Alexandre Dumas chamado Ascanius, sobre os anos que passou em Fountainebleu; uma ópera de Berlioz e, mais recente, um musical na Broadway,  The Firebrand of Florence, por Ira Gershwin e Kurt Weill.